# Persnäs socken
Persnäs socken på Öland ingick i Åkerbo härad, ingår sedan 1974 i Borgholms kommun och motsvarar från 2016 Persnäs distrikt i Kalmar län.
Socknens areal är 52,15 kvadratkilometer, varav land 51,97. År 2000 fanns här 606 invånare. Orten Sandvik samt kyrkbyn Persnäs med sockenkyrkan Persnäs kyrka ligger i socknen. 

## Administrativ historik
Den äldsta stenkyrkan i Persnäs socken uppfördes på 1100-talet. I skriftliga källor omtalas socknen första gången i ett odaterat brev från omkring 1320 och ett annat från 1346.
Vid kommunreformen 1862 övergick socknens ansvar för de kyrkliga frågorna till Persnäs församling och för de borgerliga frågorna till Persnäs landskommun. Denna senare uppgick 1952 i Ölands-Åkerbo landskommun och uppgick 1974  i Borgholms kommun. Församlingen uppgick 2006 i Högby-Källa-Persnäs församling som sedan 2010 uppgick i Nordölands församling. Fram till 1891 hörde byarna Gel, Hjälmstad och Lofta till Persnäs socken, men överfördes därefter till Föra socken.
1 januari 2016 inrättades distriktet Persnäs, med samma omfattning som församlingen hade 1999/2000.
Socknen har tillhört samma fögderier och domsagor som Åkerbo härad. De indelta båtsmännen tillhörde 1:a Ölands båtsmankompani.

## Geografi
Persnäs socken ligger på norra Öland och består odlingsbygd och i söder alvarsmark. Radbyn Gillberga ligger här.

## Fornminnen
Nära 25 mindre järnåldersgravfält är kända.

## Namnet
Namnet (1346 Pedznes), taget från kyrkbyn, innehåller eventuellt i förledet namnet Peter.

## Befolkningsutveckling
| Befolkningsutvecklingen i Persnäs socken 1750–1990                                                      | Befolkningsutvecklingen i Persnäs socken 1750–1990 | Befolkningsutvecklingen i Persnäs socken 1750–1990 | Befolkningsutvecklingen i Persnäs socken 1750–1990 | Befolkningsutvecklingen i Persnäs socken 1750–1990 |
| --- | -------------------------------------------------- | -------------------------------------------------- | -------------------------------------------------- | -------------------------------------------------- |
| |                                                    |                                                    |                                                    |                                                    |
| År |                                                    |                                                    | Folkmängd                                          |                                                    |
| 1750 | 1750                                               |                                                    | 678                                                |                                                    |
| 1760 | 1760                                               |                                                    | 778                                                |                                                    |
| 1769 | 1769                                               |                                                    | 814                                                |                                                    |
| 1780 | 1780                                               |                                                    | 885                                                |                                                    |
| 1790 | 1790                                               |                                                    | 839                                                |                                                    |
| 1800 | 1800                                               |                                                    | 940                                                |                                                    |
| 1810 | 1810                                               |                                                    | 939                                                |                                                    |
| 1820 | 1820                                               |                                                    | 1 104                                              |                                                    |
| 1830 | 1830                                               |                                                    | 1 174                                              |                                                    |
| 1840 | 1840                                               |                                                    | 1 300                                              |                                                    |
| 1850 | 1850                                               |                                                    | 1 373                                              |                                                    |
| 1860 | 1860                                               |                                                    | 1 585                                              |                                                    |
| 1870 | 1870                                               |                                                    | 1 732                                              |                                                    |
| 1880 | 1880                                               |                                                    | 1 876                                              |                                                    |
| 1890 | 1890                                               |                                                    | 1 948                                              |                                                    |
| 1900 | 1900                                               |                                                    | 1 849                                              |                                                    |
| 1910 | 1910                                               |                                                    | 1 578                                              |                                                    |
| 1920 | 1920                                               |                                                    | 1 366                                              |                                                    |
| 1930 | 1930                                               |                                                    | 1 268                                              |                                                    |
| 1940 | 1940                                               |                                                    | 1 297                                              |                                                    |
| 1950 | 1950                                               |                                                    | 1 255                                              |                                                    |
| 1960 | 1960                                               |                                                    | 1 163                                              |                                                    |
| 1970 | 1970                                               |                                                    | 968                                                |                                                    |
| 1980 | 1980                                               |                                                    | 819                                                |                                                    |
| 1990 | 1990                                               |                                                    | 685                                                |                                                    |
| Anm: Källor: Umeå universitet - Tabellverket 1749-1859, Demografiska databasen, CEDAR, Umeå universitet |                                                    |                                                    |                                                    |                                                    |

### Fotnoter
1. 1 2 3  Svensk Uppslagsbok andra upplagan 1947–1955: Persnäs socken
2. 1 2  Harlén, Hans; Harlén Eivy (2003). Sverige från A till Ö: geografisk-historisk uppslagsbok. Stockholm: Kommentus. Libris 9337075. ISBN 91-7345-139-8
3. 1 2  Det medeltida Sverige 4:3 Öland
4. ↑  ”Församlingar”. Statistiska centralbyrån. https://www.scb.se/hitta-statistik/regional-statistik-och-kartor/regionala-indelningar/forsamlingar/. Läst 30 december 2022.
5. ↑  Administrativ historik för Persnäs socken (Klicka på församlingsposten). Källa: Nationella arkivdatabasen, Riksarkivet.
6. 1 2  Sjögren, Otto (1931). Sverige geografisk beskrivning del 2 Östergötlands, Jönköpings, Kronobergs, Kalmar och Gotlands län. Stockholm: Wahlström & Widstrand. Libris 9939
7. 1 2 3  Nationalencyklopedin
8. ↑  Fornlämningar, Statens historiska museum: Persnäs socken
9. ↑  Fornminnesregistret, Riksantikvarieämbetet: Persnäs socken Fornminnen i socknen erhålls på kartan genom att skriva in sockennamn (utan "socken") i "Ange geografiskt område"